# Valdet Rama
Valdet Rama (Mitrovica, 20 novembre 1987) è un calciatore albanese, centrocampista dell'Hagen 11.

## Biografia
Nato a Mitrovica in Kosovo, si è trasferito da piccolo con la sua famiglia in Germania dove è cresciuto. Possiede anche il passaporto tedesco.

## Carriera

### Club
Ha iniziato la sua carriera giocando nelle squadre giovanili del Wolfsburg, senza però riuscire ad arrivare alla prima squadra, ma fino al Wolfsburg II.
Ha fatto il suo debutto a livello professionistico nella Zweite Liga, la seconda divisione tedesca con l'Ignolstadt 04 il 17 agosto 2008, nella partita contro il Greuther Fürth, partita in cui ha segnato anche il suo primo gol.
Il 26 maggio 2009 passa all'Hannover 96 firmando un contratto triennale. Alla sua prima stagione qui ha fatto anche il suo debutto nella Bundesliga, collezionando in totale 15 presenze senza gol.
Il 28 febbraio 2011 si trasferisce all'Örebro, in Svezia, squadra della massima serie del campionato svedese..
Il 31 gennaio 2013 passa al Real Valladolid, squadra militante nella Liga spagnola, in prestito per 6 mesi con diritto di riscatto dell'intero cartellino. Al termine della stagione il club spagnolo decide di esercitare il riscatto e gli fa firmare un contratto biennale, con scadenza 30 giugno 2015.
Una volta terminata la stagione 2013-2014, decide di rescindere il suo contratto che lo legava agli spagnoli e rimane svincolato.
A fine agosto 2014 firma un contratto triennale col Monaco 1860, facendo così ritorno in Germania. Dopo due stagioni, rescinde nuovamente il suo contratto.

### Nazionale
Ha debuttato con la maglia della Nazionale albanese nel 2013, in una partita amichevole contro la Lituania, vinta per 4-1.
Ha segnato la sua prima rete invece nel match valido per le qualificazioni ai Mondiali 2014 contro la Norvegia, finita 1-1.

## Statistiche

### Presenze e reti nei club
Statistiche aggiornate al 6 maggio 2017.
| Stagione               | Squadra                | Campionato             | Campionato | Campionato | Coppe nazionali | Coppe nazionali | Coppe nazionali | Coppe continentali | Coppe continentali | Coppe continentali | Altre coppe | Altre coppe | Altre coppe | Totale | Totale |
| Stagione               | Squadra                | Comp                   | Pres       | Reti       | Comp            | Pres            | Reti            | Comp               | Pres               | Reti               | Comp        | Pres        | Reti        | Pres   | Reti   |
| ---------------------- | ---------------------- | ---------------------- | ---------- | ---------- | --------------- | --------------- | --------------- | ------------------ | ------------------ | ------------------ | ----------- | ----------- | ----------- | ------ | ------ |
| 2005-2006              | Wolfsburg II           | OLN                    | 15         | 4          | CG              | 0               | 0               | -                  | -                  | -                  | -           | -           | -           | 15     | 4      |
| 2006-2007              | Wolfsburg II           | OLN                    | 15         | 6          | CG              | 0               | 0               | -                  | -                  | -                  | -           | -           | -           | 15     | 6      |
| 2007-2008              | Wolfsburg II           | RLN                    | 35         | 0          | CG              | 0               | 0               | -                  | -                  | -                  | -           | -           | -           | 35     | 0      |
| Totale Wolfsburg II    | Totale Wolfsburg II    | Totale Wolfsburg II    | 65         | 10         |                 | 0               | 0               |                    | -                  | -                  |             | -           | -           | 65     | 10     |
| 2008-2009              | Ingolstadt 04          | ZL                     | 32         | 2          | CG              | 0               | 0               | -                  | -                  | -                  | -           | -           | -           | 32     | 2      |
| 2009-gen. 2010         | Hannover 96            | BL                     | 15         | 0          | CG              | 1               | 0               | -                  | -                  | -                  | -           | -           | -           | 16     | 0      |
| gen.-giu. 2010         | Hannover 96 II         | RLN                    | 6          | 0          | CG              | 0               | 0               | -                  | -                  | -                  | -           | -           | -           | 6      | 0      |
| 2010-feb. 2011         | Hannover 96 II         | RLN                    | 10         | 1          | CG              | 0               | 0               | -                  | -                  | -                  | -           | -           | -           | 10     | 1      |
| Totale Hannover 96 II  | Totale Hannover 96 II  | Totale Hannover 96 II  | 16         | 1          |                 | 0               | 0               |                    | -                  | -                  |             | -           | -           | 16     | 1      |
| 2011                   | Örebro                 | A                      | 29         | 8          | CS              | 0               | 0               | UEL                | 2                  | 0                  | -           | -           | -           | 31     | 8      |
| 2012                   | Örebro                 | A                      | 21         | 2          | CS              | 0               | 0               | -                  | -                  | -                  | -           | -           | -           | 21     | 2      |
| Totale Örebro          | Totale Örebro          | Totale Örebro          | 50         | 10         |                 | 0               | 0               |                    | 2                  | 0                  |             | -           | -           | 52     | 10     |
| gen.-giu. 2013         | Real Valladolid        | PD                     | 5          | 0          | CR              | 0               | 0               | -                  | -                  | -                  | -           | -           | -           | 5      | 0      |
| 2013-2014              | Real Valladolid        | PD                     | 26         | 1          | CR              | 0               | 0               | -                  | -                  | -                  | -           | -           | -           | 26     | 1      |
| Totale Real Valladolid | Totale Real Valladolid | Totale Real Valladolid | 31         | 1          |                 | 0               | 0               |                    | -                  | -                  |             | -           | -           | 31     | 1      |
| 2014-2015              | Monaco 1860            | ZL                     | 26+2       | 3+0        | CG              | 1               | 1               | -                  | -                  | -                  | -           | -           | -           | 29     | 4      |
| 2015-2016              | Monaco 1860            | ZL                     | 16         | 1          | CG              | 0               | 0               | -                  | -                  | -                  | -           | -           | -           | 16     | 1      |
| Totale Monaco 1860     | Totale Monaco 1860     | Totale Monaco 1860     | 42+2       | 4+0        |                 | 1               | 1               |                    | -                  | -                  |             | -           | -           | 45     | 5      |
| 2016-2017              | Kickers Würzburg       | ZL                     | 26         | 2          | CG              | 1               | 0               | -                  | -                  | -                  | -           | -           | -           | 27     | 2      |
| Totale carriera        | Totale carriera        | Totale carriera        | 277+2      | 30+0       |                 | 3               | 1               |                    | 2                  | 0                  |             | -           | -           | 284    | 31     |

### Cronologia presenze e reti in Nazionale
| Cronologia completa delle presenze e delle reti in nazionale ― Albania | Cronologia completa delle presenze e delle reti in nazionale ― Albania | Cronologia completa delle presenze e delle reti in nazionale ― Albania | Cronologia completa delle presenze e delle reti in nazionale ― Albania | Cronologia completa delle presenze e delle reti in nazionale ― Albania | Cronologia completa delle presenze e delle reti in nazionale ― Albania | Cronologia completa delle presenze e delle reti in nazionale ― Albania | Cronologia completa delle presenze e delle reti in nazionale ― Albania |
| Data                                                                   | Città                                                                  | In casa                                                                | Risultato                                                              | Ospiti                                                                 | Competizione                                                           | Reti                                                                   | Note                                                                   |
| ---------------------------------------------------------------------- | ---------------------------------------------------------------------- | ---------------------------------------------------------------------- | ---------------------------------------------------------------------- | ---------------------------------------------------------------------- | ---------------------------------------------------------------------- | ---------------------------------------------------------------------- | ---------------------------------------------------------------------- |
| 26-3-2013                                                              | Tirana                                                                 | Albania                                                                | 4 – 1                                                                  | Lituania                                                               | Amichevole                                                             | -                                                                      | 64’                                                                    |
| 7-6-2013                                                               | Tirana                                                                 | Albania                                                                | 1 – 1                                                                  | Norvegia                                                               | Qual. Mondiali 2014                                                    | 1                                                                      |                                                                        |
| 14-8-2013                                                              | Tirana                                                                 | Albania                                                                | 2 – 0                                                                  | Armenia                                                                | Amichevole                                                             | 1                                                                      | 45’                                                                    |
| 6-9-2013                                                               | Lubiana                                                                | Slovenia                                                               | 1 – 0                                                                  | Albania                                                                | Qual. Mondiali 2014                                                    | -                                                                      |                                                                        |
| 10-9-2013                                                              | Reykjavík                                                              | Islanda                                                                | 2 – 1                                                                  | Albania                                                                | Qual. Mondiali 2014                                                    | 1                                                                      |                                                                        |
| 11-10-2013                                                             | Tirana                                                                 | Albania                                                                | 1 – 2                                                                  | Svizzera                                                               | Qual. Mondiali 2014                                                    | -                                                                      | 85’                                                                    |
| 15-10-2013                                                             | Strovolos                                                              | Cipro                                                                  | 0 – 0                                                                  | Albania                                                                | Qual. Mondiali 2014                                                    | -                                                                      |                                                                        |
| 15-11-2013                                                             | Adalia                                                                 | Albania                                                                | 0 – 0                                                                  | Bielorussia                                                            | Amichevole                                                             | -                                                                      | 66’                                                                    |
| 5-3-2014                                                               | Durazzo                                                                | Albania                                                                | 2 – 0                                                                  | Malta                                                                  | Amichevole                                                             | -                                                                      | 71’                                                                    |
| 31-5-2014                                                              | Yverdon                                                                | Albania                                                                | 0 – 1                                                                  | Romania                                                                | Amichevole                                                             | -                                                                      | 46’                                                                    |
| 4-6-2014                                                               | Budapest                                                               | Ungheria                                                               | 1 – 0                                                                  | Albania                                                                | Amichevole                                                             | -                                                                      | 70’                                                                    |
| 8-6-2014                                                               | Serravalle                                                             | San Marino                                                             | 0 – 3                                                                  | Albania                                                                | Amichevole                                                             | -                                                                      | 63’                                                                    |
| 11-10-2014                                                             | Elbasan                                                                | Albania                                                                | 1 – 1                                                                  | Danimarca                                                              | Qual. Euro 2016                                                        | -                                                                      | 82’                                                                    |
| 18-11-2014                                                             | Genova                                                                 | Italia                                                                 | 1 – 0                                                                  | Albania                                                                | Amichevole                                                             | -                                                                      | 90’                                                                    |
| 13-6-2015                                                              | Elbasan                                                                | Albania                                                                | 1 – 0                                                                  | Francia                                                                | Amichevole                                                             | -                                                                      | 56’                                                                    |
| Totale                                                                 |                                                                        | Presenze                                                               | 15                                                                     |                                                                        | Reti                                                                   | 3                                                                      |                                                                        |